# TBN 충북매거진
TBN 충북매거진은 TBN 충북교통방송(청주 FM 103.3MHz, 충주 FM 93.5MHz)에서 평일 오후 4시 5분부터 오후 5시 52분까지 방송되는 충북권 지역의 라디오 정보 프로그램이다.

## 코너 소개

### 매일 코너
- 뉴스 헤드라인: 청주를 비롯한 충북 지역 주요 뉴스 간단 브리핑
- 날씨 전해드립니다: 내일의 날씨를 전달하는 재난예방 코너
- 클로징: 오늘 하루를 마무리하는 문장

### 월요일
- 사건 속으로: 보이스피싱 및 마약 관련 사건 사고 전달(충북경찰청 이상헌 계장)
- 매거진 자치시대: 충북,충주,청주의 지자체 소식 전달(충북도청,충주시청,청주시청 주무관)
- 중독 리포트(격주): 세종충북도박문제예방치유센터 김경진 센터장, 청주중독관리통합원센터 이상민 팀장, 충북함께한걸음센터 김소형 센터장,충북스마트쉼센터 이정화 소장
- 환경 리포트(격주): 지구온난화를 비롯한 다양한 환경 문제 탐구(청주충북환경운동연합 박종순 사무처장)

### 화요일
- 매거진 인터뷰: 충북의 화제가 되는 인물 인터뷰(인터뷰 관계자)
- 공감 톡톡(격주): 시각 장애인의 시선으로 바라본 사회의 문제점 진단(시각장애인협회 이동일 사무국장)
- 취재 인사이드(격주): 심층 취재한 충북의 이모저모 전달(박태성 기자)
- 자동차 브리핑: 자동차,교통 관련 정보 전달(머니S 박찬규 기자)

### 수요일
- 나현이 만난 사람들: 청주의 버스 기사, 택시 기사, 시장 아주머니 등 평범한 사람들 인터뷰(권나현 리포터)
- 육아정책 브리핑: 출산을 장려하는 정부,지자체의 다양한 육아정책 브리핑(베이비뉴스 소장섭 편집국장)
- 부동산 인사이드: 시시각각 변하는 부동산 현황 및 미래 전망(대전과기대 박유석 교수)

### 목요일
- 매거진 인터뷰: 충북의 화제가 되는 인물 인터뷰(인터뷰 관계자)
- 소방/역사/소비/소상공인 톡톡: 충북소방본부,충북역사문화연구원,충북소비생활센터,소상공인진흥공단 관계자
- 법률 인사이드:생활 속 꼭 알아둬야 할 법률 상식 전달(법무법인 법승 전성배, 정진구 변호사)

### 금요일
- 컬쳐 인사이드: 충북을 비롯한 전국의 다양한 문화 소식 전달(박희아 대중문화 저널리스트)
- 안전 톡톡(월 1회): 산업 재해 예방법 전달(안전보건공단 충북북부지사 담당자)
- 교통 톡톡: 한국도로교통공단 충북지부 이지영,유승민,정민영 교수, 청주면허시험장, 충주면허시험장 담당자
- IT 인사이드: IT 관련 최신 소식 전달(IT 커뮤니케이터 김민후)